# Liste der Wappen im Landkreis Fürstenfeldbruck
Die Liste der Wappen im Landkreis Fürstenfeldbruck zeigt die Wappen der Gemeinden im bayerischen Landkreis Fürstenfeldbruck.

## Landkreis Fürstenfeldbruck

Landkreis Fürstenfeldbruck (Seit 1967) Durch einen von Silber und Rot in zwei Reihen geschachten Schrägbalken geteilt von Grün und Blau; oben eine silberne Fürstenkrone, unten eine dreibogige, gemauerte silberne Brücke.
Lage des Landkreises Fürstenfeldbruck in Bayern
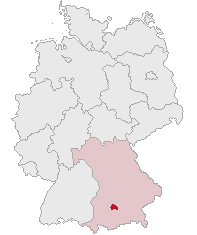
Lage des Landkreises Fürstenfeldbruck in Deutschland
Landkreis Fürstenfeldbruck (1964–1967)

## Wappen der Städte, Märkte und Gemeinden

Gemeinde Adelshofen In einem von Schwarz und Silber gespaltenen Schild zwei senkrecht gestellte Parten in verwechselter Farbe.
Gemeinde Alling In Silber zwei schräg gekreuzte blaue Hellebarden, darunter ein roter Adlerkopf.
Gemeinde Althegnenberg Schräg geteilt von Silber und Blau; oben eine schräg gestellte rote Schafschere, unten ein wachsender silberner Pferdekopf mit goldener Mähne.
Gemeinde Egenhofen Durch einen schrägen silbernen Wellenbalken, darauf eine schräge blaue Wellenleiste, geteilt; oben in Blau ein mit einem kurzen schwarzen Balken belegter halber silberner Flug, unten in Rot ein achtstrahliger goldener Stern.
Gemeinde Eichenau In Silber auf grünem Boden eine stilisierte grüne Eiche.
Gemeinde Emmering In Schwarz zwei zugekehrte silberne Halparten (Wurfbeile) an schräg gekreuzten goldenen Griffen, unten belegt mit einem gesenkten, von Rot und Silber geschachten Balken.
Große Kreisstadt Fürstenfeldbruck Unter Schildhaupt mit den bayerischen Rauten in Rot über blauem Wasser eine gemauerte, einbogige silberne Brücke mit goldenem Geländer und Brückenkreuz.
Große Kreisstadt Germering Über grünem Dreiberg gespalten von Rot und Silber; vorne ein wachsender silberner Kirchturm, hinten ein roter Löwe.
Gemeinde Grafrath Geteilt von Rot und Silber, unten ein blauer Wellenbalken; im ganzen überdeckt mit einem goldenen Speer und einer goldenen Rodungshaue in schräger Kreuzung.
Gemeinde Gröbenzell In Silber auf grünem Boden eine Zollschranke in den Farben Silber und Blau, dahinter ein blauer Wellenpfahl, der beiderseits von je einer roten heraldischen Rose begleitet ist.
Gemeinde Hattenhofen In Silber eine eingeschweifte blaue Spitze, darin ein silberner römischer Meilenstein; vorne ein schwebendes rotes Tatzenkreuz, in der Mitte belegt mit einer kleinen silbernen Scheibe (Hostie), hinten ein roter Zaun.
Gemeinde Jesenwang In Rot ein gesichteter goldener Halbmond, darüber schräg gekreuzt ein silberner Bischofsstab und ein gestürztes silbernes Schwert.
Gemeinde Kottgeisering Vorne in Blau auf goldenem Dreiberg stehend ein silberner Fischreiher mit einem Fisch im Schnabel; im Hintergrund rechts versetzt das bayerische Rautenwappen. (Nicht genehmigtes „Doppelwappen“.)
Gemeinde Landsberied Gespalten durch einen von Silber und Rot in zwei Reihen geschachten Pfahl von Blau und Silber; vorne ein zugewendeter goldener Flügel, hinten übereinander drei rote heraldische Rosen mit goldenen Butzen.
Gemeinde Maisach In Rot drei gebogene silberne Balken, überdeckt mit einem senkrecht gestellten goldenen Schwert.
Gemeinde Mammendorf Schräglinks geteilt durch einen von Rot und Silber geschachten Balken; oben in Schwarz ein links gewendeter, wachsender goldener Löwe, unten in Gold eine schräglinks gelegte schwarze Schafschere.
Gemeinde Mittelstetten Durch einen silbernen Pfeil gespalten von Rot und Grün; vorne ein halber silberner Flug, hinten ein schmaler silberner Wellenbalken, überdeckt von einer aufrechten Heugabel, deren Stiel aus einem silbernen Spatenblatt wächst.
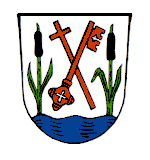
Gemeinde Moorenweis In Silber aus blauem Wellenschildfuß wachsend zwei schwarze Mooskolben mit grünen Stängeln und grünen Blättern; dazwischen schräg gekreuzt ein roter Kreuzstab und ein roter Schlüssel.
Gemeinde Oberschweinbach Unter silbernem Schildhaupt, darin nebeneinander vier senkrecht stehende, durchgehende rote Rauten, in Blau ein silberner Lindwurm.
Stadt Olching Unter Schildhaupt mit den bayerischen Rauten in Silber ein grünes Schilfrohr mit schwarzem Kolben, beseitet von je einem grünen Halm mit goldener Ähre, überdeckt mit einem gesenkten blauen Wellenbalken.
Stadt Puchheim Unter silbernem Schildhaupt, darin zwei grüne Buchenblätter an gekreuzten Stielen, in Blau ein silbernes Haus.
Gemeinde Schöngeising Sechsmal geständert von Blau, Silber, Grün, Silber, Grün und Silber, überdeckt mit einem von Silber und Rot zweireihig geschachten Balken; oben ein goldenes Balkenkreuz, unten ein rotes Kleeblattkreuz.
Gemeinde Türkenfeld Durch einen in zwei Reihen von Silber und Rot geschachten Pfahl gespalten von Schwarz und Silber; vorne schräg gekreuzt zwei goldene Streitkolben, hinten drei blaue Lindenblätter an geschlungenem Stiel.

## Ehemalige Gemeinden mit eigenem Wappen

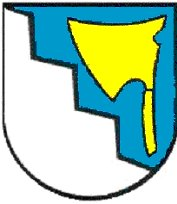
Gemeinde Biburg (1970–1978) Durch drei Spitzen schräggeteilt von Blau und Silber: oben links eine aufrechte goldene Streitaxt.
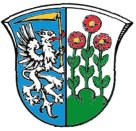
Gemeinde Esting (1959–1978) Gespalten von Blau und Silber, vorne ein linkshin gewendeter silberner Greif mit einer goldenen Sense in den Vordertatzen; hinten aus grünem Dreiberg aufwachsend drei rote Rosen mit grünen Stängeln und goldenen Butzen.
Gemeinde Germering (1953–1978) In Rot der aus dem Schildrand aufwachsende silberne Kirchturm von Germering.
Gemeinde Oberschweinbach (1971–1981) Geteilt von Silber und Rot; oben nebeneinander vier senkrecht stehende, durchgehende, rote Rauten, unten eine nach links auffliegende silberne Lerche. (Die Gemeinde nahm 1981 ein neues Wappen an.)
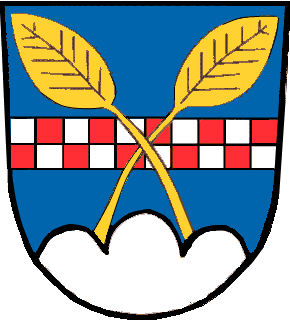
Gemeinde Puch (1968–1978) In Blau, aus einem silbernen Dreiberg wachsend, zwei mit den Stielen schräg gekreuzte goldene Buchenblätter, denen ein von Rot und Silber in zwei Reihen geschachter Balken unterlegt ist.
Gemeinde Unterpfaffenhofen (1939–1978) In Blau auf grünem Dreiberg ein roter Palisadenzaun mit fünf verbundenen Pfosten, über dem ein rot bewehrter goldener Löwe aufwächst.
Gemeinde Wildenroth (1967–1972) Geteilt von Rot und Silber, unten ein blauer Wellenbalken; im Ganzen überdeckt mit einem goldenen Speer und einer goldenen Rodungshaue in schräger Kreuzung. (Dieses Wappen wurde von Grafrath unverändert übernommen.)